# Cour-Saint-Maurice
Cour-Saint-Maurice è un comune francese di 181 abitanti situato nel dipartimento del Doubs nella regione della Borgogna-Franca Contea.

## Società

### Evoluzione demografica
Abitanti censiti